# 漁龜屬
漁龜屬（又稱：南美蛇頸龜，學名：Hydromedusa）是蛇頸龜科的一個屬。